# ギルバート・オサリバン
ギルバート・オサリバン（Gilbert O'Sullivan、1946年12月1日 - ）は、アイルランド出身の歌手、シンガーソングライター。本名：レイモンド・エドワード・オサリバン (Raymond Edward O'sullivan) 。芸名は劇作家ウィリアム・S・ギルバートと作曲家アーサー・サリヴァンをもじったもの。代表曲に「アローン・アゲイン」(Alone Again - Naturally)や「クレア」（Clair）などがある。出身はアイルランドだが育ったのはイギリスである。

## 経歴
大学在学中にバンド活動を始めた彼は、1960年代中盤に自らが作詞・作曲を手がけたオリジナル作品のデモテープをあらゆる音楽出版社に売り込む。そして1967年CBSより、シングル『Disappear』でデビューする。2年後の1969年、彼はトム・ジョーンズなどのマネージャーとして知られるゴードン・ミルズの主宰するMAMレコードと新たに契約。そして翌1970年、シングル『ナッシング・ライムド』をリリース。この曲は全英シングルチャートで最高位8位を獲得した。またこの曲が収録されたアルバム『ヒムセルフ〜ギルバート・オサリバンの肖像』は全英チャートで最高位5位をマーク、86週にわたってランクインするロングセラーとなり、一躍彼はスターダムにのし上がる。1972年には、シングル『アローン・アゲイン』が世界的に大ヒット。同年グラミー賞にノミネートされた。とりわけアメリカではビルボードで計6週間1位、72年のビルボード年間シングル・チャートでは2位を記録するほどの大成功を収めた。同時期に発売されたアルバム『バック・トゥ・フロント』も全英でNo1を獲得。その後彼は「ゲット・ダウン」や「クレア」、「ウー・ベイビー」 「ハピネス」などをはじめ、1970年代前半に世界的ヒットを連発した。
当時のポップ・ミュージック界における彼の存在感を物語るものとして、後記のビリー・ジョエルの言葉のほか次のような証言がある。
「僕の後に続くのはエルトン・ジョンとギルバート・オサリバンさ」(ポール・マッカートニー)
「ライバルなんていないよ。あえて言うならギルバート・オサリバンかな」(エルトン・ジョン)
1973年、アイヴァー・ノヴェロ賞の最優秀ソングライター賞を含む3部門を受賞。
後記のゴードン・ミルズとの対立もあり1975年以後ヒットから遠ざかったが、80年には「そよ風にキッス」が全英でトップ20に入るスマッシュヒットになった。
プロデューサーであったゴードン・ミルズとは家族ぐるみの親交があったが、その後、音楽的な方向性や、さらにロイヤルティーの分配などをめぐって関係が悪化していき、ミルズとの間に決定的な亀裂が生じてしまった。最終的にはオサリバンがミルズを相手取って訴訟を起こす事態にまで発展してしまう。裁判自体は1984年にオサリバン側の勝訴という結果となったが、数年にわたる裁判のために音楽活動は停滞。人気にも翳りが見えはじめ、またオサリバン自身も半ば人間不信に陥ってしまったため、1985年あたりからはチャンネル諸島のジャージー島という人里離れた島で静かに暮らしながらもマイペースに音楽は作り続けていた。総じて1980年代は音楽業界から長らく遠ざかっていたが1990年代からは音楽シーンに復帰を果たし、自らの半生をモチーフとしたミュージカルのスコアを書くなどの創作活動を続けている。
日本にもオサリバンのファンは存在する。また来生たかおや久保田利伸らとは曲をデュエットもしている。彼自身日本には思い入れが強いようで、日本のアーティストたちとのコラボレーションや数年間隔で来日ツアーを行うなど、近年の彼の仕事には日本がらみのものも多い。1993年発表の唯一のライブ盤およびLDや2005年発売の初のライブDVDも、日本で記録されたものである。テレビ・ドラマ、映画などに楽曲が使用されることも多く、その都度その時点の契約レコード会社から新しいベスト盤が発売されている（原盤権は彼の会社が管理している）ため、コンピレーションの類は日本国内のみで発売されたものを含め種類が多い。

## エピソード
専門的な音楽教育を受けていないために楽譜が読めず、作曲やピアノ演奏は独学である。故に、基本を無視した打楽器的なタッチが特徴である。

## ディスコグラフィ＆フィルモグラフィ

### シングル
日本盤が発売されなかった一部の曲を除き日本での発売順に記載
- ナッシング・ライムド - Nothing Rhymed （1971年） ※全英8位
- アンダーニース・ザ・ブランケット - Underneath the Blanket Go （1971年）※全英40位
- ウィー・ウィル - We Will （1971年）※全英16位
- さよならがいえない - No Matter How I Try （1971年）※全英5位
- アローン・アゲイン - Alone Again (Naturally) （1972年）※全英3位・全米6週1位
- クレア - Clair （1972年）※全英1位・全米2位
- 結婚の歌 - Matrimony （1972年）[注釈 5]
- アウト・オブ・ザ・クエスチョン - Out Of The Question （1973年）[注釈 6]※全米17位
- 僕は泣きたい! - I Wish I Could Cry （1973年）[注釈 7]
- ゲット・ダウン - Get Down （1973年）※全英1位・全米7位
- ウー・ベイビー - Ooh Baby （1973年）※全英18位・全米25位
- ホワイ・オー・ホワイ - Why Oh Why Oh Why （1974年）※全英6位
- ハピネス - Happiness Is Me And You （1974年）※全英19位・全米62位
- わたしのお城 - A Woman's Place （1974年）※全英42位
- ユー・アー・ユー - You Are You （1975年）
- 愛のジェット便 - I Don't Love You But I Think I Like You （1975年）※全英14位
- マリッジ・マシーン - The Marriage Machine （1975年）
- 愛のひとこと - You Never Listen To Reason （1975年）
- オサリヴァンと愛のクリスマス - Christmas Song、I'm Not Dreaming Of A White Christmas （1975年）[注釈 8]※全英12位
- 二人の願い - To Each His Own （1976年）
- 愛は遙かに - My Love And I （1976年）
- 恋のハイウェイ急行 - You Got Me Going （1976年）
- ウー・ワカ・ドゥ・ワカ・デイ - Ooh-Wakka-Do-Wakka Day （1977年）[注釈 9]※全英8位
- そよ風にキッス - What's in a kiss （1980年）※全英19位
- オリバー・ツイストのように - Can't Get Enough Of You （1980年）
- 出会えてよかった - What A Way (To Show I Love You) （1991年）
- トゥモロウ・トゥデイ - Tomorrow Today （1992年）
- エニイタイム - Anytime （1993年）
- テイキング・ア・チャンス・オン・ラヴ - Taking A Chance On Love （2001年）

### オリジナル・アルバム
- ヒムセルフ（ギルバート・オサリヴァンの肖像） - Himself （1971年）
- バック・トゥ・フロント - Back to front （1972年）[注釈 10]
- アイム・ア・ライター・ノット・ア・ファイター（1本のペンがあれば） - I'm A Writer Not A Fighter （1973年）
- ストレンジャー・イン・マイ・オウン・バックヤード（彷徨とぬくもりと / オサリヴァンの系譜） - A Stranger in My Own Back Yard （1974年）
- サウスポー - Southpaw （1977年）
- オフ・センター（プライベート・タイムズ） - Off Centre （1980年）
- ライフ・アンド・ライムズ - Life & Rhymes （1982年）
- リトル・アルバム - The Little Album （別名:By Larry 1985年制作・1994年発表）
- イン・ザ・キー・オブ・G（Frobisher Drive 改題、1987年制作・1990年発表） - In The Key Of G （1990年）
- あの日の僕をさがして - Sounds Of The Loop （1991年）
- エヴリ・ソング・ハズ・イッツ・プレイ - Every Song Has It's Play （1995年）
- シンガー・ソーイング・マシーン - Singer Sowing Machine （1997年）
- アイルリッシュ - Irlish （2000年）
- ピアノ・フォアプレイ - Piano Foreplay （2003年）
- スクラフ・アット・ハート - A Scruff At Heart （2006年）
- ギルバートヴィル - Gilbertville （2011年）
- ラテン・アラ・G - Latin Ala G! （2015年）
- ギルバート・オサリバン - Gilbert O'Sullivan （2018年）
- ドリヴン - Driven （2022年）

### ライブアルバムおよびベストアルバム
- グレイテスト・ヒッツ - Greatest Hits （1976年）
- アローン・アゲイン - Alone Again （1986年）
- アナザー・サイド - Another Side （1988年）
- Original Collection （6枚組ボックスセットのコンピレーションアルバム、1990年）
- Tomorrow, Today ギルバート・オサリバン・ベスト・オブ・ベスト - Tomorrow Today;Best Of Best （1992年）
- ライヴ・イン・ジャパン - Tomorrow Today;Live in Japan '93 （ライブアルバム、1993年）
- アローン・アゲイン〜ギルバート・オサリヴァン・スーパー・ベスト - Alone Again; Gilbert O'Sullivan Super Best （1995年）
- グレイテスト・ヒッツ - Greatest Hits （1998年）
- ラヴ・ソングス - Love Songs （1998年）
- ベスト・オブ・ギルバート・オサリバン - The Best Of （2001年）
- TWIN BEST - Twin Best （2002年）
- Caricature : The Box （3枚組のコンピレーションアルバム、2004年）
- ジ・アザー・サイド・オブ・ギルバート・オサリバン - The Other Sides Of （2004年）
- ベスト・ヒッツ＆レアリティーズ - Best Hits And Rarities （2004年）
- ソングブック　- Songbook (2024年)

### DVD
- ワールドプレミアム アーティストシリーズ 100’s/ギルバート・オサリバン - Live at duo MUSIC EXCHANGE （2005年）

## ギルバート・オサリバンに影響を受けた人物
- ビリー・ジョエル - 「僕はギルバート・オサリバンの次を狙っていた」との証言がある。
- 来生たかお
- 杉真理[7]
- 桜井和寿 - 2016年虹ツアーにて「Over」を弾き語りする際「アローン・アゲインの歌詞とメロディーのギャップに影響を受けた」とMCで紹介している。